# 矢野将文
矢野 将文（やの まさふみ、1971年 - ）は、和歌山県生まれの日本の化学者。関西大学化学生命工学部化学・物質工学科准教授。理学博士（大阪市立大学）。
専門は、構造有機化学・有機合成化学、有機半導体、機能性有機材料。

## 略歴
1993年大阪工業大学工学部応用化学科卒業。1997年大阪市立大学（現在の大阪公立大学）大学院理学研究科物理有機化学専攻博士後期課程修了。1998年理学博士（大阪市立大学）。
立命館大学博士研究員、1999年大阪市立大学学振研究員などを経て、2000年に関西大学に着任。2009年サウサンプトン大学在外研究員（兼務）。 
2010年より関西大学化学生命工学部准教授、現在は同学部化学・物質工学科准教授および同大学先端科学技術推進機構研究員。
主な著書は「有機化学1000本ノック」- 反応生成物編/反応機構編/立体化学編/命名法編（単著、化学同人、学術書）。
主な研究は、
- アルキル置換したV字型のチオフェン・ベンゼン交互縮環型パイ共役系分子誘導体の電荷輸送特性
- モジュラー合成法による硫黄架橋N字型パイ共役系分子群の開発とその電荷輸送特性
- トリアリールアミン骨格を持った酸化還元活性有機化合物の設計・合成・物性
- 新奇な物性をもったランタノイド錯体の設計・合成